# Салломин
Салломин (фр. Sallaumines) — коммуна во Франции, регион О-де-Франс, департамент Па-де-Кале, округ Ланс, кантон Авьон. Пригород Ланса, непосредственно примыкает к нему с юго-востока, в 3 км от центра города и в 2 км от автомагистрали А21 «Рокад Миньер».
Население (2018) — 9 654 человека.

## Экономика
В Салломине компания Courrières открыла во второй половине XIX века три угледобывающие шахты, закрытые, как и все предприятия по добыче угля в регионе, в 60-х годах XX века. Сейчас в городе работает несколько небольших предприятий пищевой промышленности.
Структура занятости населения:
- сельское хозяйство — 0,0 %
- промышленность — 16,3 %
- строительство — 9,3 %
- торговля, транспорт и сфера услуг — 33,8 %
- государственные и муниципальные службы — 40,6 %

Уровень безработицы (2017) — 24,2 % (Франция в целом — 13,4 %, департамент Па-де-Кале — 17,2 %). 

Среднегодовой доход на 1 человека, евро (2017) — 14 830 (Франция в целом — 21 110, департамент Па-де-Кале — 18 610).

## Демография
Динамика численности населения, чел.

## Администрация
Пост мэра Салломина с 2010 года занимает коммунист Кристиан Педовски (Christian Pedowski). На муниципальных выборах 2020 года возглавляемый им список коммунистов одержал победу в 1-м туре, получив 69,21 % голосов.
| Период | Период | Фамилия           | Партия                  | Примечания                                    |
| ------ | ------ | ----------------- | ----------------------- | --------------------------------------------- |
| 1953   | 1986   | Жюль Тель         | Коммунистическая партия | прораб, член Генерального совета департамента |
| 1986   | 2010   | Жильбер Ролос     | Коммунистическая партия | учитель                                       |
| 2010   |        | Кристиан Педовски | Коммунистическая партия | инструктор по профессиональному образованию   |

## Города-побратимы
- Водзислав-Слёнски, Польша
- Трбовле, Словения
- Торез, Украина

## Галерея

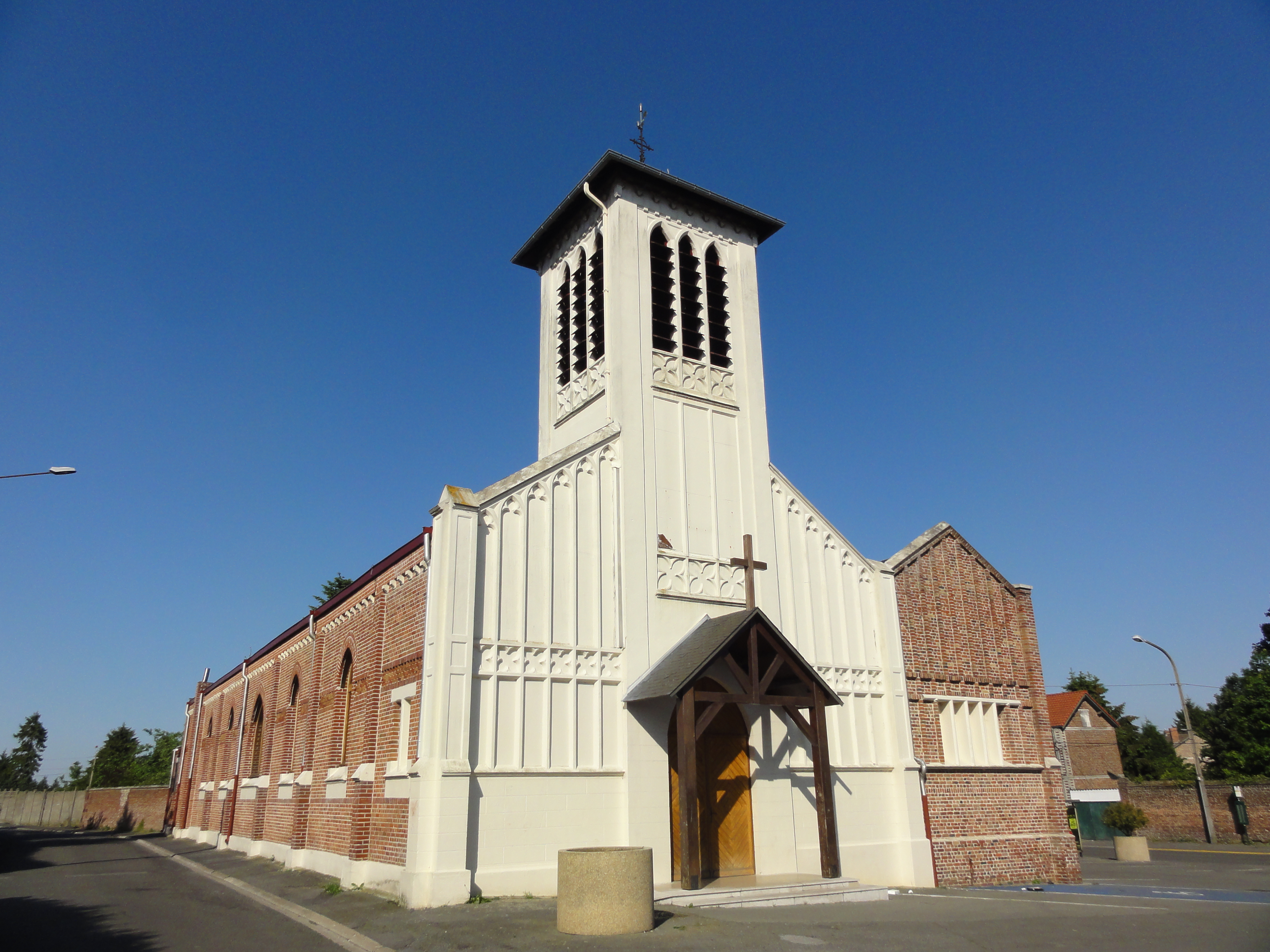
Церковь Святого Ведаста
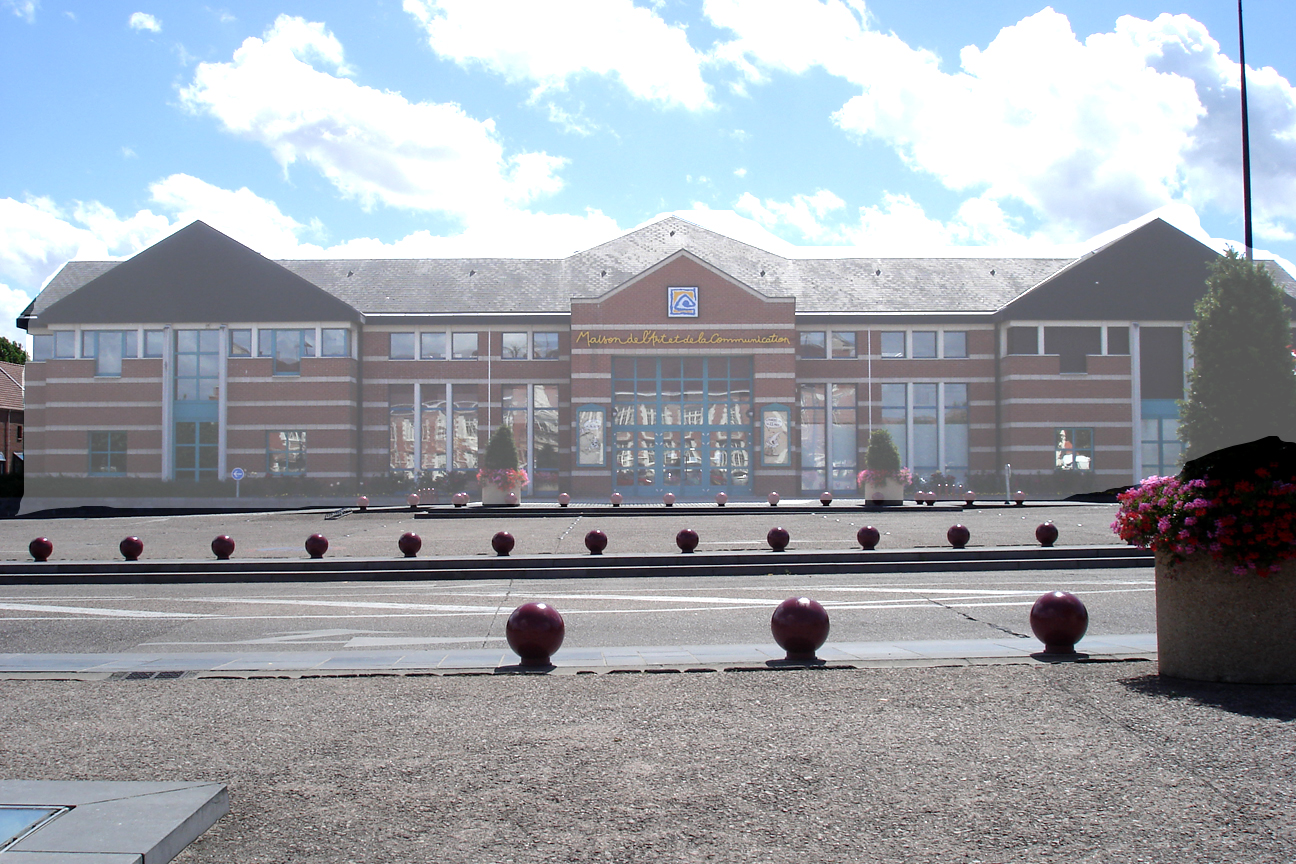
Медиатека

1. 1 2  база данных о французских коммунах — Национальный географический институт Франции, 2015.